# Gergetier Dreifaltigkeitskirche

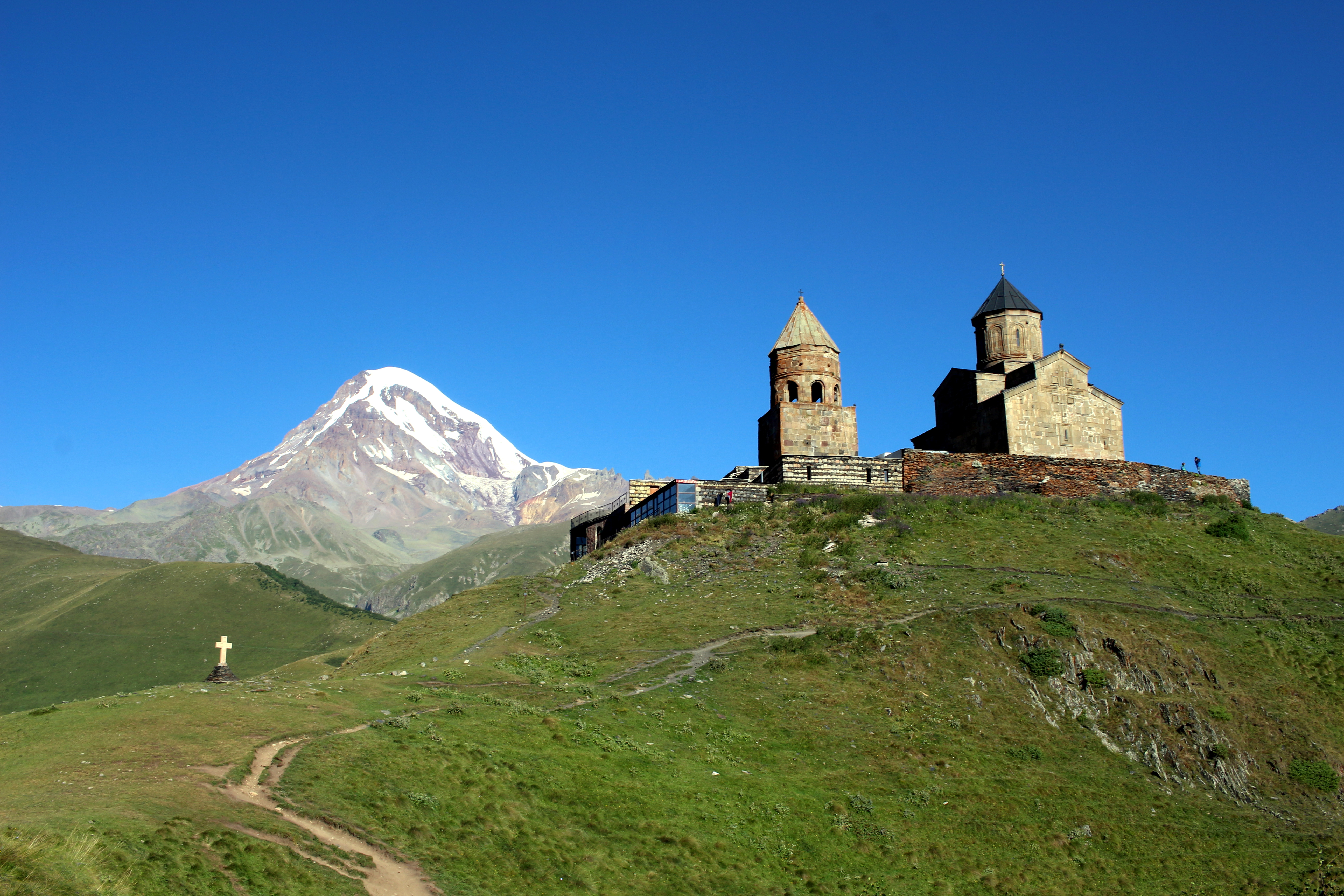
Die Gergetier Dreifaltigkeitskirche, im Hintergrund der Kasbek

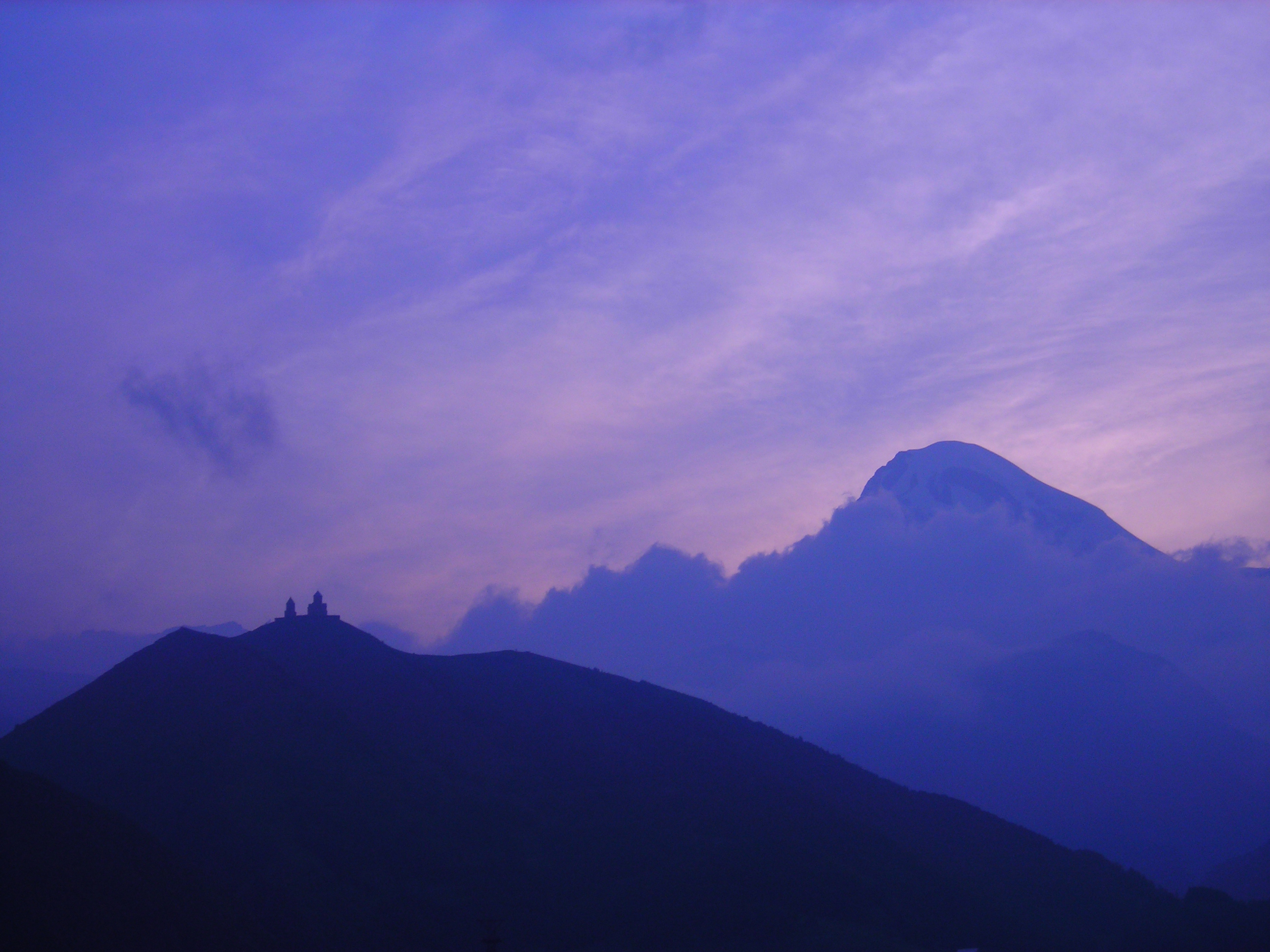
Die Gergetier Dreifaltigkeitskirche und der Berg Kazbeg am Abend

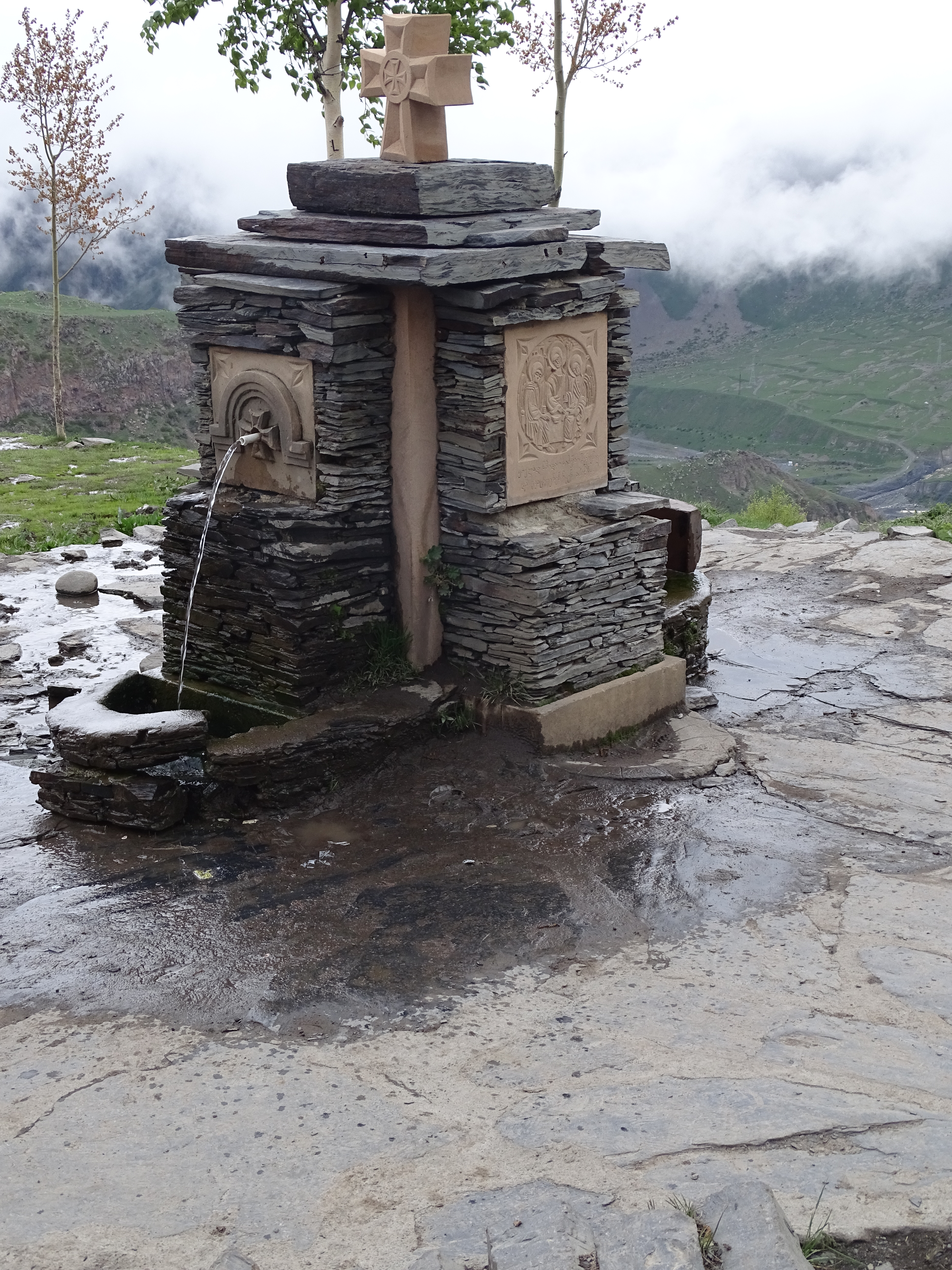
Brunnen unterhalb der Kirche

Die Gergetier Dreifaltigkeitskirche (georgisch გერგეტის სამება; Gergetis Sameba) ist ein georgisch-orthodoxer Kirchenkomplex auf einem Berg in der Region Mzcheta-Mtianeti, Munizipalität Qasbegi.

## Architektur und Geschichte
Der Komplex besteht aus einer Kuppelkirche und einem Glockenturm aus dem 14. Jahrhundert sowie einem Gebäude des Rats (georgisch საბჭეო), das im 15. Jahrhundert an der südlichen Wand der Hauptkirche angebaut wurde. Die Kirche hat einen rechteckigen Grundriss. Ihre Kuppel ruht auf den zwei westlich gelegenen freistehenden Säulen und den Wänden der östlichen Apsis. Die Kirche ist aus gut behauenem Stein erbaut. Jeder Stein hat quadratische Seitenflächen. Die Fassade und die Kuppel der Kirche sind mit georgischen Ornamenten geschmückt. Die Ornamente befinden sich auch an den Wänden des Glockenturms. Die Gergetier Sameba-Kirche war eine Hauptkirche der historischen Provinz Chewi (rund um die Darialschlucht). Nur wenig unterhalb der Kirche befindet sich ein Brunnen, der lange Zeit von den Besuchern genutzt werden konnte.
Der georgische Schriftsteller und Wissenschaftler Teimuras Bagrationi (Batonischwili) schreibt in seinem Werk „Geschichte Iweriens“ (Iberien, georgisch ივერიის ისტორია), dass, bevor die Sameba-Kirche errichtet wurde, auf diesem Berg (Sameba-Berg) ein Kreuz stand. Der Bau der Kirche und ihrer Nebengebäude ist nicht sicher datierbar; es gibt keine mittelalterlichen Quellen, die ein Datum angeben, aber die Wissenschaftler schließen von der Architektur der Gebäude auf das 14. und 15. Jahrhundert.
Der Name „Gergeti“ (georgisch გერგეტი) stammt von dem verschwundenen georgischen Dorf Gergeti am rechten Ufer des Flusses Tergi gegenüber dem Zentrum der Region, der Stadt Stepanzminda. Die Kirche Sameba wurde in Gergeti errichtet und trägt noch heute den Namen dieses ehemaligen Dorfes.
Die Bewohner des Dorfes Gergeti hatten die Unterhaltspflicht für die Kirche. Sie wurden „Leibeigene der Dreifaltigkeit“ (georgisch სამების საყდრისშვილები) genannt. Jahrhundertelang wurde der Schatz der Georgischen Orthodoxen Apostelkirche, das Weinrebenkreuz der heiligen Nino, in der Gergetier Dreifaltigkeitskirche aufbewahrt. In Gergeti wurde die georgische Chronik „Mosachsenebeli Sultai“ (georgisch მოსახსენებელი სულთაი) geschrieben, die wichtige Informationen über die Geschichte Georgiens enthält.

## Jüngere Geschichte

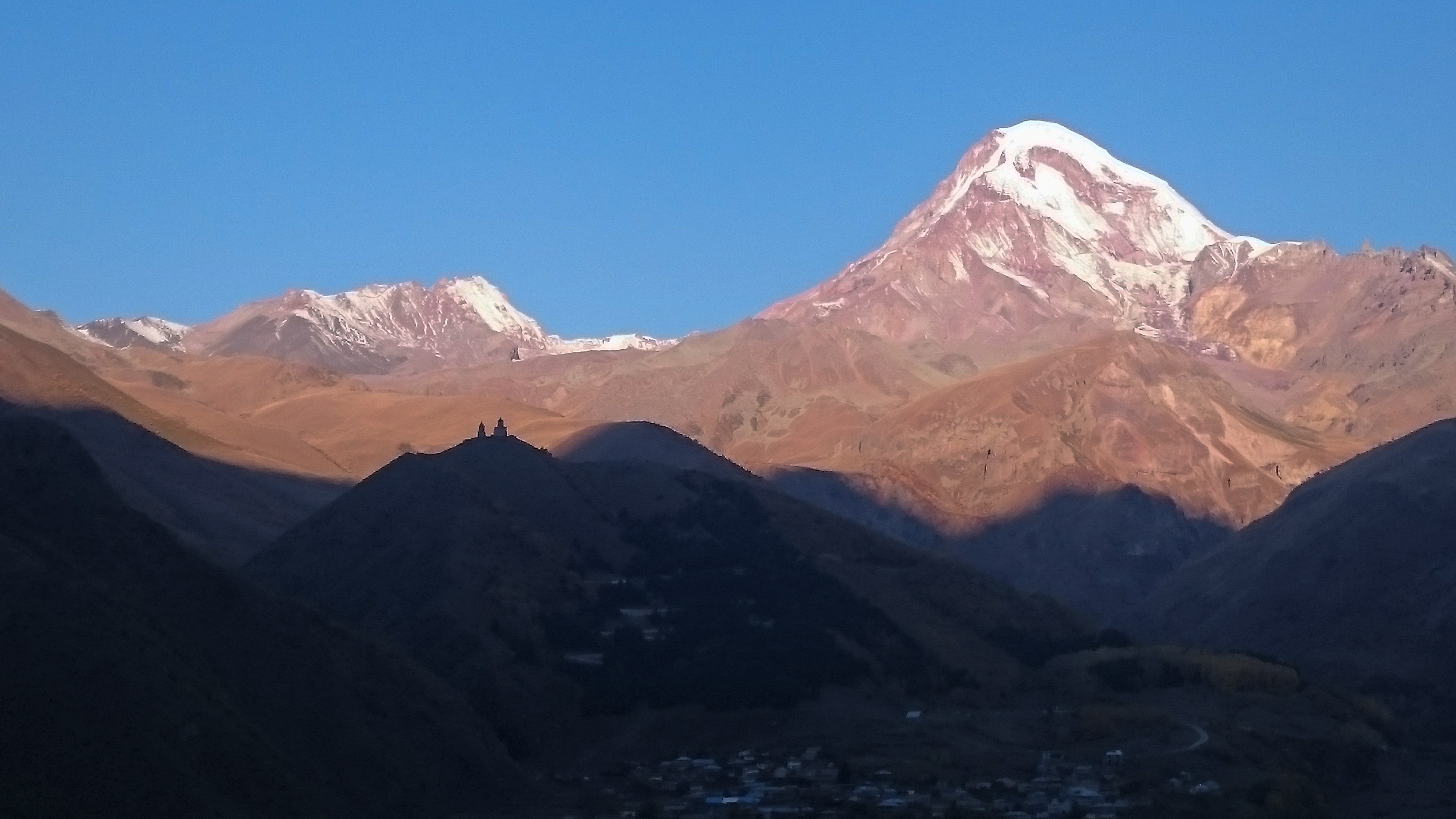
Schatten der Kirche vor dem Kasbek

Seit der politischen Wende Anfang der 1990er Jahre wird die Gergetier Dreifaltigkeitskirche wieder für religiöse Zeremonien der einheimischen Bevölkerung genutzt. Sie ist auch ein Ziel für Touristen. Bergwanderer können sie nach ein- bis zweistündigem Aufstieg erreichen. Es gibt einen Fahrservice mit SUVs von Stepanzminda aus. Seit mindestens 2023 führt eine zweispurige asphaltierte Straße von Gergeti auf das Wiesenplateau direkt unterhalb der Kirche.